# اسکوبی ۳۳۵۰
سیارک ۳۳۵۰ (به انگلیسی: 3350 Scobee، نامگذاری:1980PJ) سه هزار و سیصد و پنجاهمین سیارک کشف شده‌است که در ۸ اوت ۱۹۸۰ کشف شد.
قدر مطلق سیارک برابر ۱۴٫۳۰ است.